# Načal'nik Kamčatki
Načal'nik Kamčatki (in russo Начальник Камчатки?) è il terzo album in studio del gruppo rock sovietico Kino. Il titolo dell'album si riferisce al lavoro che il leader della band Viktor Coj mantenne per gran parte della sua vita come addetto alle caldaie di un condominio di Leningrado, infatti in russo Načal'nik vuol dire "capo" e Kamčatki è un termine dialettale per "caldaia"

## Tracce
Testi e musiche di Viktor Coj.
1. Poslednij geroj (Последний герой) – 2:53
2. Každuju noč' (Каждую ночь) – 2:58
3. Trankvilizator (Транквилизатор) – 5:34
4. Sjužet dlja novoj pesni (Сюжет для новой песни) – 2:10
5. Gost' (Гость) – 3:56
6. Kamčatka (Камчатка) – 2:51
7. Arija mistera X (Ария мистера X - dall'operetta di Emmerich Kálmán La principessa del circo) – 2:16
8. Trollejbus (Троллейбус) – 2:22
9. Rastopite sneg (Растопите снег) – 1:50
10. Dožd' dlja nas (Дождь для нас) – 3:18
11. Choču byt' s toboj (Хочу быть с тобой) – 2:26
12. General (Генерал) – 3:25
13. Progulka romantika (Прогулка романтика) – 3:35

Durata totale: 39:34

## Formazione
- Viktor Coj - voce principale, chitarra
- Jurij Kasparjan - chitarra
- Aleksandr Titov - chitarra basso, percussioni
- Boris Grebenščikov - drum machine, tastiere (Casiotone)
- Sergej Kurëchin - tastiere
- Pëtr Troščenkov - percussioni
- Vsevolod Gakkel' - violoncello
- Georgij Gur'janov - percussioni
- Igor' Butman - sassofono